# Sandoná
Sandoná – miasto w Kolumbii, w departamencie Nariño.